# Гасино Торинезе
Га̀сино Торинѐзе (на италиански: Gassino Torinese; на пиемонтски: Gasso, Гасо) е град и община в Метрополен град Торино, регион Пиемонт, Северна Италия. Разположен е на 230 m надморска височина. Към 1 януари 2020 г. населението на общината е 9500 души, от които 724 са чужди граждани.